# Joep Beckers
Joep Beckers (Treebeek, 29 juli 1924) was een Duits-Nederlands voetballer die speelde voor Sportclub Emma, Sittardia en Limburgia. 

## Loopbaan

### Beginjaren
Hij had de Duitse nationaliteit en werd geboren en groeide op in Zuid-Limburg. Hij begon op tienjarige leeftijd als keeper in de jeugd van RKHBS in Heerlerbaan. Toen hij als tiener eens inviel als rechtshalf in het eerste elftal en twee doelpunten maakte, werd hij veldspeler. Als midvoor bleek hij makkelijk te scoren.

### Duitse dienstplicht
Op zijn achttiende moest hij stoppen bij RKHBS. In het oorlogsjaar 1942 werd hij als Duits staatsburger opgeroepen om in Duitsland zijn militaire dienstplicht te vervullen. Hij kwam terecht in Berlijn en ging voetballen bij Tennis Borussia Berlin dat uitkwam in de Oberliga, het vierde niveau in Duitsland. Twee seizoenen speelde hij voor deze club als rechtsbuiten. Na de oorlog keerde hij terug naar Nederland en meldde zich weer bij RKHBS.

### Sportclub Emma
Bij RKHBS was bij als centrumspits jaarlijks de topscorer en in 1949 volgde promotie naar de Tweede klasse. Op 27-jarige leeftijd vertrok hij in 1951 naar SC Emma dat net was gedegradeerd uit de Eerste klasse. Hij was in die tijd werkzaam als magazijnbediende bij Staatsmijn Emma in Treebeek. Bij zijn nieuwe club kwam hij op het middenveld te spelen samen met Arie Pieneman. SC Emma pakte het kampioenschap in zijn eerste jaar maar miste de promotie in de nacompetitie. Nadat routinier Herman Christiani was gestopt, zakte hij nog een linie en werd stopperspil. Soms werd hij nog als centrumspits opgesteld, zoals in juni 1953 toen hij zes keer scoorde.

### Zwaluwenelftal
SC Emma besloot in 1954 een amateurvereniging te blijven en niet de stap te maken naar het beroepsvoetbal. De club raakte met topschutter Henk Angenent en aanvoerder Arie Pieneman twee belangrijke spelers kwijt. Beiden gingen spelen voor de nieuwe profclub Fortuna '54 die uitkwam in de ‘wilde’ competitie van de NBVB. Beckers bleef nog twee jaar bij SC Emma. Ondanks dat hij Duitser was, speelde hij mee in het Limburgs elftal en andere vertegenwoordigende teams. In mei 1956 werd hij opgeroepen voor een oefenduel van het Nederlands Zwaluwenelftal, een voorportaal van het Nederlands elftal. Hij was in beeld voor de volgende wedstrijd tegen Schotland, toen de voetbalbond erachter kwam dat hij de Duitse nationaliteit bezat en daardoor niet geselecteerd mocht worden.

### Sittardia
In 1956 werd hij op 32-jarige leeftijd profvoetballer bij Sittardia. De Sittardse club trok hem aan als vervanger van stopperspil Gerard Rumpen die naar Roda Sport was vertrokken. Na drie jaar in de Eerste divisie vierde hij met Sittardia in 1959 de promotie naar de Eredivisie. Die stap bleek te groot want de club eindigde op de laatste plaats en degradeerde direct weer. Voor Beckers leek met de degradatie een einde te komen aan zijn profloopbaan. Hij mocht vertrekken en ging als speler-trainer aan de slag bij derdeklasser Wit Zwart '32 in Weert.

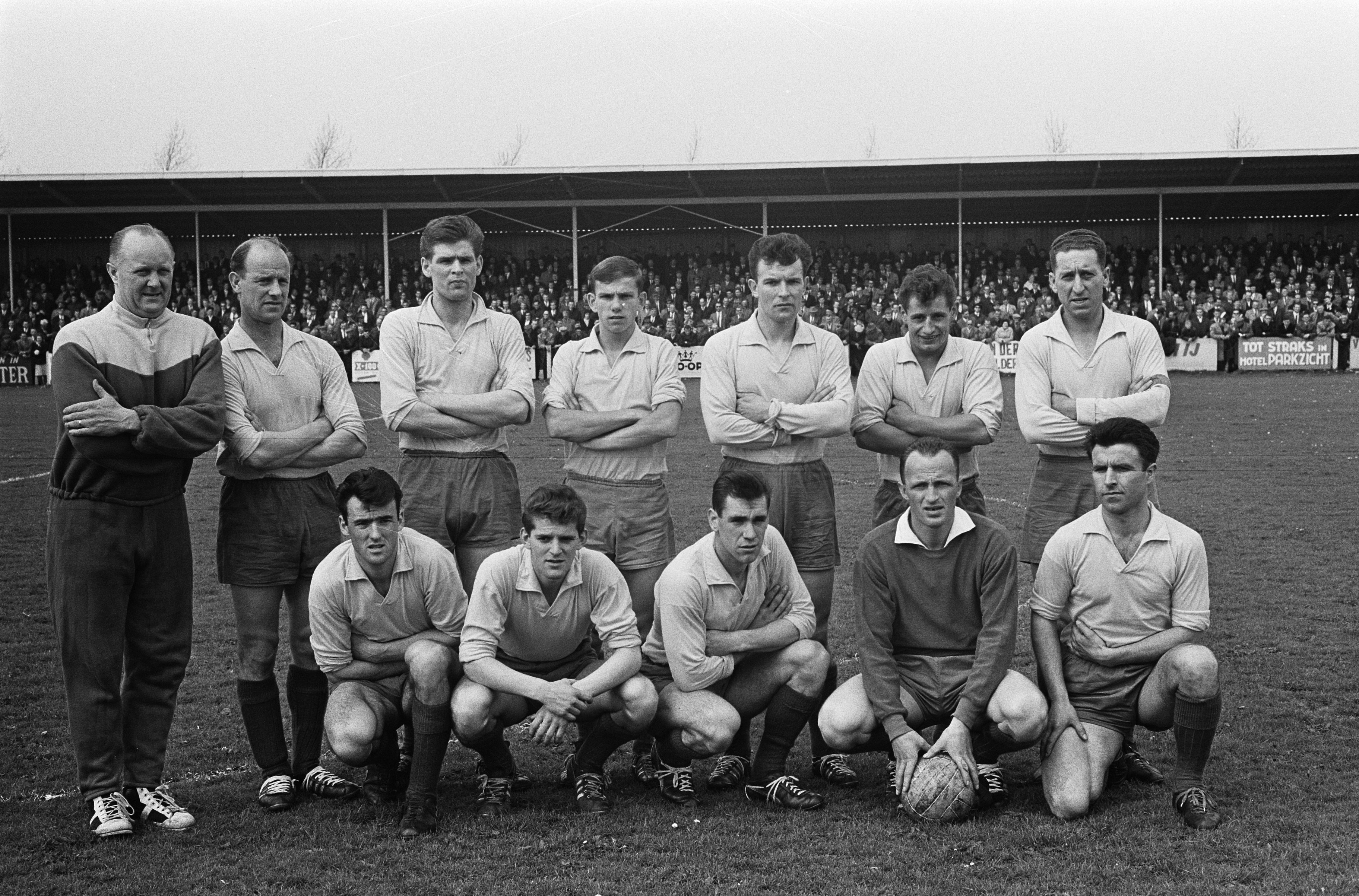
Beckers, staand 2e van links, met Sittardia in mei 1964.

### Rentree
Na een jaar afwezigheid keerde hij op voorspraak van trainer Frans Debruijn voor het seizoen 1961/62 terug. Hij was inmiddels 37 jaar en Sittardia trok een seizoen later Ton van den Hurk van VVV als de nieuwe stopperspil aan. Dat bleek geen goede zet want Beckers keerde in de loop van het seizoen 1962/63 weer terug in het elftal.

### Laatbloeier
Sittardia greep in 1964 het kampioenschap in de Eerste divisie en kwam terug op het hoogste niveau. Op 29 juli 1964, in de voorbereiding op het nieuwe Eredivisieseizoen, vierde Beckers zijn veertigste verjaardag tijdens de training. Sittardia streed tegen degradatie en moest in de laatste vier duels aanvoerder Beckers missen vanwege een knieblessure. Sittardia redde het opnieuw niet en Beckers nam nu definitief afscheid. Hij scoorde als oudste speler van de Eredivisie vijf doelpunten, alle uit een strafschop.

### Limburgia
Hij werd jeugdtrainer bij Limburgia maar al spoedig deed de club een beroep op hem om de voetbalschoenen weer aan te trekken.
Hij bouwde nog een jaar af in de Tweede divisie. Als 42-jarige beëindigde hij in 1966 zijn voetbalcarrière. Hij kreeg een afscheidswedstrijd en werd benoemd tot erelid van Sittardia.
In het seizoen 1966/67 speelde hij nog in het tweede elftal van Limburgia. Een jaar later werd hij trainer van dit reserveteam waarin hij ook nog af en toe meespeelde. Vanaf 1970 ging hij verder als trainer in het Zuid-Limburgse amateurvoetbal. 

## Clubstatistieken
| Seizoen | Club                         | Land                         | Competitie                   | Competitie                   | Competitie                   | Beker                        | Beker                        | Internationaal               | Internationaal               | Overig                       | Overig                       | Totaal                       | Totaal                       |
| Seizoen | Club                         | Land                         | Competitie                   | Wed.                         | Dlp.                         | Wed.                         | Dlp.                         | Wed.                         | Dlp.                         | Wed.                         | Dlp.                         | Wed.                         | Dlp.                         |
| ------- | ---------------------------- | ---------------------------- | ---------------------------- | ---------------------------- | ---------------------------- | ---------------------------- | ---------------------------- | ---------------------------- | ---------------------------- | ---------------------------- | ---------------------------- | ---------------------------- | ---------------------------- |
| 1951/52 | SC Emma                      | Nederland                    | Tweede klasse B Zuid II      | 20                           | 11                           | –                            | 0                            | 0                            | 0                            | 6                            | 2                            | 26                           | 13                           |
| 1952/53 | SC Emma                      | Nederland                    | Tweede klasse A Zuid II      | 21                           | 9                            | –                            | 0                            | 0                            | 0                            | 0                            | 0                            | 21                           | 9                            |
| 1953/54 | SC Emma                      | Nederland                    | Tweede klasse A Zuid II      | 20                           | 1                            | –                            | 0                            | 0                            | 0                            | 1                            | 0                            | 21                           | 1                            |
| 1954/55 | SC Emma                      | Nederland                    | Tweede klasse A Zuid II      | 19                           | 2                            | –                            | 0                            | 0                            | 0                            | 0                            | 0                            | 19                           | 2                            |
| 1955/56 | SC Emma                      | Nederland                    | Eerste klasse C Zuid         | 6                            | 0                            | –                            | –                            | 0                            | 0                            | 0                            | 0                            | 6                            | 0                            |
| 1956/57 | Sittardia                    | Nederland                    | Eerste divisie B             | 30                           | 1                            | 2                            | 0                            | 0                            | 0                            | 0                            | 0                            | 32                           | 1                            |
| 1957/58 | Sittardia                    | Nederland                    | Eerste divisie B             | 30                           | 0                            | 2                            | 0                            | 0                            | 0                            | 0                            | 0                            | 32                           | 0                            |
| 1958/59 | Sittardia                    | Nederland                    | Eerste divisie B             | 28                           | 1                            | 2                            | 0                            | 0                            | 0                            | 0                            | 0                            | 30                           | 1                            |
| 1959/60 | Sittardia                    | Nederland                    | Eredivisie                   | 32                           | 1                            | 0                            | 0                            | 0                            | 0                            | 0                            | 0                            | 32                           | 1                            |
| 1960/61 | Speler-trainer Wit Zwart '32 | Speler-trainer Wit Zwart '32 | Speler-trainer Wit Zwart '32 | Speler-trainer Wit Zwart '32 | Speler-trainer Wit Zwart '32 | Speler-trainer Wit Zwart '32 | Speler-trainer Wit Zwart '32 | Speler-trainer Wit Zwart '32 | Speler-trainer Wit Zwart '32 | Speler-trainer Wit Zwart '32 | Speler-trainer Wit Zwart '32 | Speler-trainer Wit Zwart '32 | Speler-trainer Wit Zwart '32 |
| 1961/62 | Sittardia                    | Nederland                    | Eerste divisie A             | 34                           | 0                            | 3                            | 0                            | 0                            | 0                            | 0                            | 0                            | 37                           | 0                            |
| 1962/63 | Sittardia                    | Nederland                    | Eerste divisie               | 19                           | 1                            | 1                            | 0                            | 0                            | 0                            | 0                            | 0                            | 20                           | 1                            |
| 1963/64 | Sittardia                    | Nederland                    | Eerste divisie               | 30                           | 4                            | 1                            | 0                            | 0                            | 0                            | 0                            | 0                            | 31                           | 4                            |
| 1964/65 | Sittardia                    | Nederland                    | Eredivisie                   | 23                           | 5                            | 3                            | 1                            | 0                            | 0                            | 0                            | 0                            | 25                           | 6                            |
| 1965/66 | Limburgia                    | Nederland                    | Tweede divisie B             | 24                           | 3                            | 2                            | 2                            | 0                            | 0                            | 0                            | 0                            | 26                           | 5                            |
| Totaal  | Totaal                       | Totaal                       | Totaal                       | 336                          | 39                           | 16                           | 3                            | 0                            | 0                            | 7                            | 2                            | 359                          | 44                           |